# Kolbäck
Kolbäck è un'area urbana della Svezia situata nel comune di Hallstahammar, contea di Västmanland.
La popolazione rilevata nel censimento 2010 era di 1 951 abitanti.